# Final Fantasy USA - Mystic Quest Sound Collections
Final Fantasy USA - Mystic Quest Sound Collections è la colonna sonora di Final Fantasy Mystic Quest. Le tracce sono tratte dal gioco e tre sono state arrangiate.

## Tracce
1. "MYSTIC RE-QUEST I" (arranged)
2. "MYSTIC RE-QUEST II" (arranged)
3. "Mystic Quest"
4. "Hill of Fate"
5. "World"
6. "Beautiful Forest"
7. "Battle 1"
8. "Victory Fanfare"
9. "City of Forest"
10. "Fossil Labyrinth"
11. "Battle 2"
12. "Middle Tower"
13. "Shrine of Light"
14. "Rock Theme"
15. "Fanfare of Friendship"
16. "Dungeon of Ice"
17. "Dungeon of Waterfall"
18. "City of Fire - Faeria"
19. "Rock 'n' Roll"
20. "Lava Dome"
21. "City of Wind - Windaria"
22. "Mountain Range of Whirlwinds"
23. "The Crystal"
24. "Last Castle"
25. "Battle 3"
26. "Mystic Ballad"
27. "Ending"
28. "RE-MIXTIC QUEST" (arranged)